# Бахири
Бахирите (Chondrostei) са подклас животни от клас Лъчеперки (Actinopterygii).
Включва 52 съвременни вида, разпределени в 2 разреда. Бахирите са предимно хрущялни с ограничено вкостеняване на скелета, но се смята, че произлизат от костни риби.

## Разреди
Подклас Chondrostei — Бахири
- Разред Acipenseriformes – Есетроподобни
- Разред Polypteriformes – Многоперкоподобни